# Ettingebos

Het Ettingebos is een bos- en natuurgebied in Oosterzele in de Belgische provincie Oost-Vlaanderen.
Het bos is 57 hectare groot en ligt ten zuiden van dorp en deelgemeente Oosterzele. Het is overwegend een eiken-haagbeukenbos, met delen essen-olmenbos en elzenbos op de vochtige plaatsen rond de Kleine en Grote Ettingebeek. Het is een oud bos met voorjaarsbloeiers zoals bosanemoon, speenkruid en slanke sleutelbloem. Er zijn droge en natte stukken omdat de Kleine en Grote Ettingebeek door het bos stromen. In een deel van het bos zijn ook zogenaamde rabatten aangelegd, langwerpige ophogingen tussen greppels. De grond uit de greppels
wordt gebruikt om het rabat mee op te hogen. De bomen werden op de ophogingen geplant. In het Ettingebos leeft onder andere eekhoorn, buizerd, iepenpage, havik, ree, kleine ijsvogelvlinder. Het bosgebied maakt deel uit van het Vlaams Ecologisch Netwerk. In 2020 kocht Natuurpunt afdeling Oosterzele 12 hectare van het Ettingebos aan. De bewegwijzerde (H)Ettingenwandelroute (met start aan Stokerij Van Damme) loopt door het bos.

## Afbeeldingen

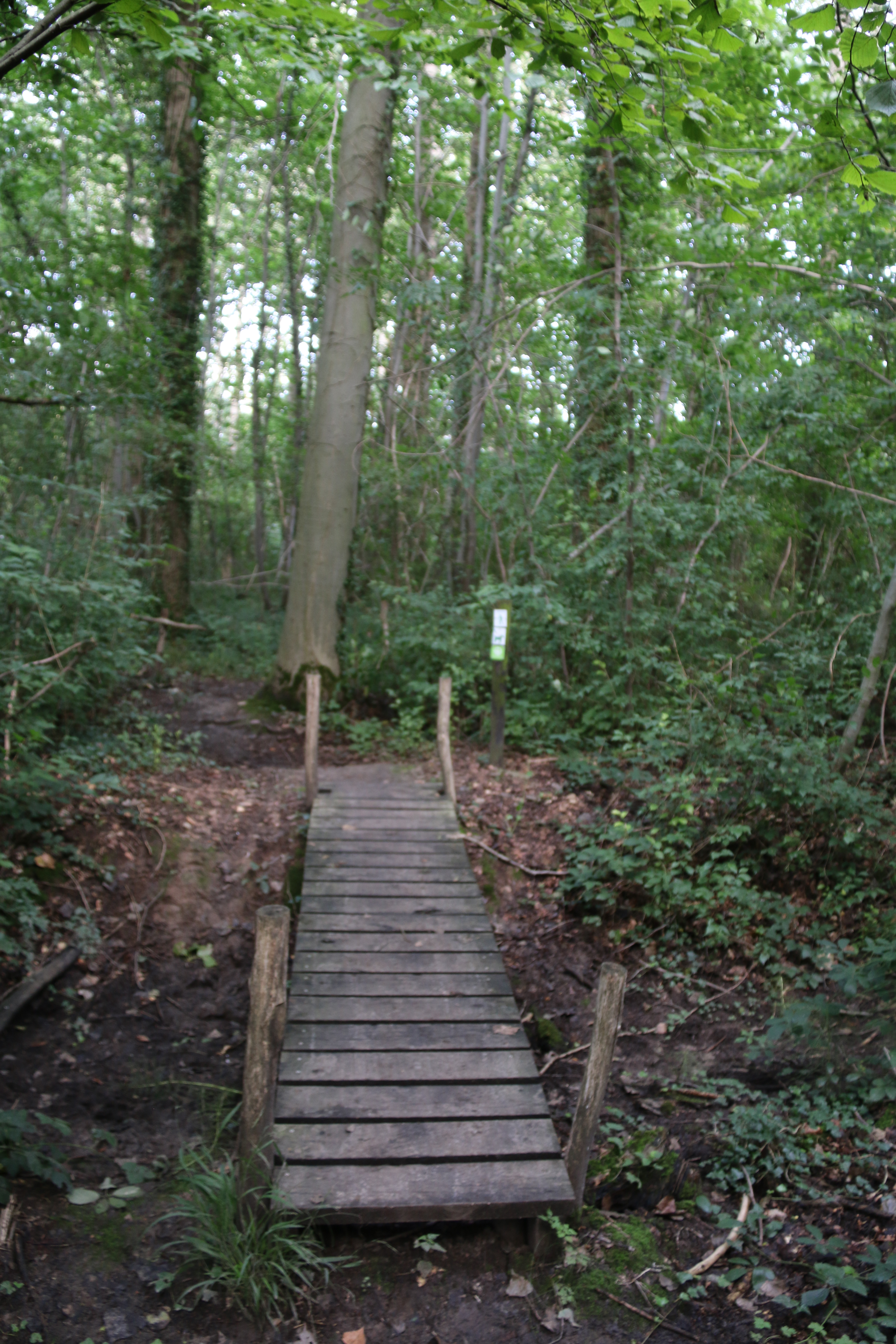
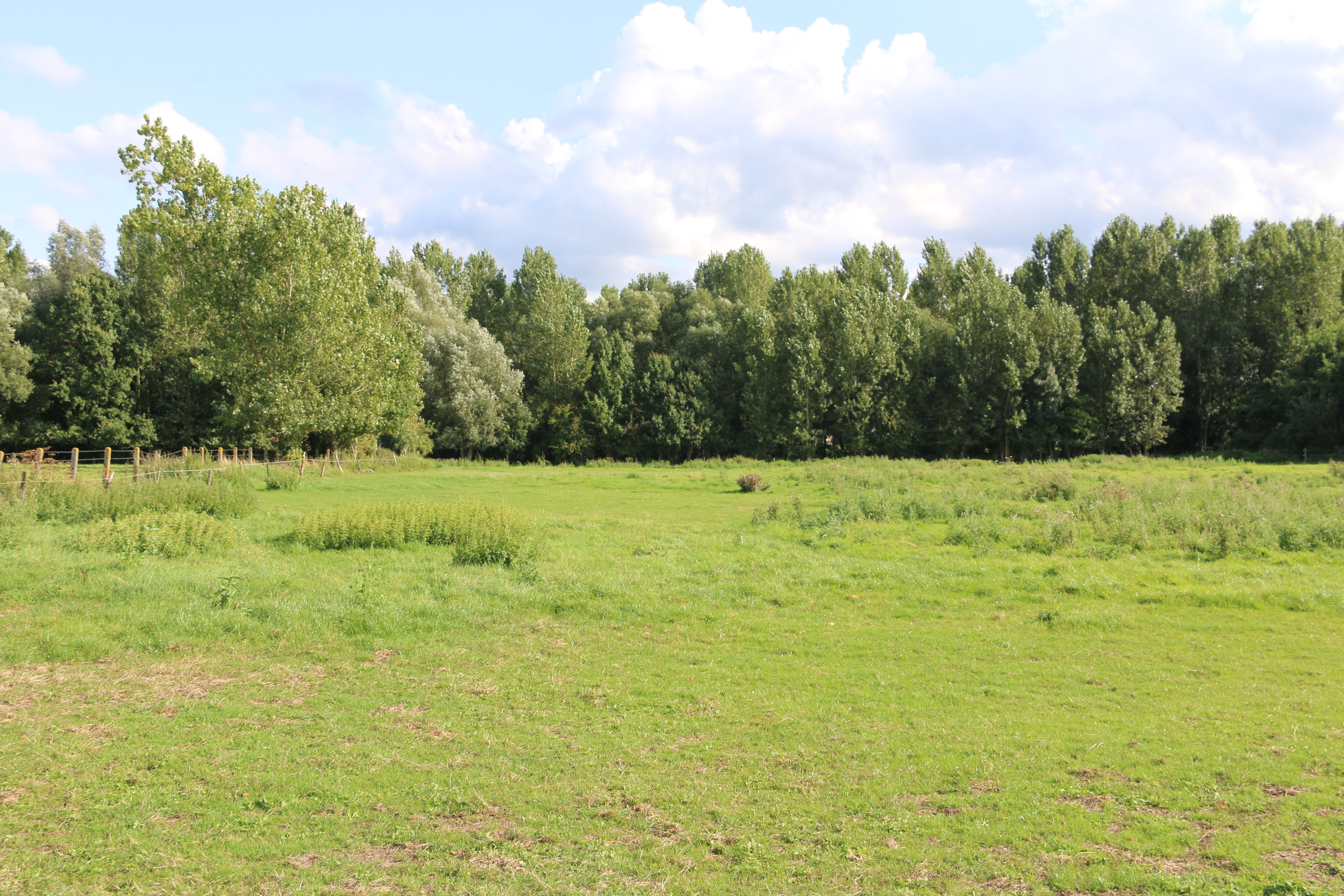